# ゴッフレード・ロンバルド
ゴッフレード・ロンバルド（ゴッフリード-とも、Goffredo Lombardo、1920年5月15日 ナポリ - 2005年2月2日 ローマ）は、イタリアの映画プロデューサーである。

## 来歴・人物
1920年5月15日、イタリア・カンパニア州ナポリ県ナポリで生まれる。1904年創業の老舗映画会社「ティタヌス」社の創業一族として、同社でプロデューサーとして活躍した。のちに、創業者である父グスターヴォ・ロンバルドから、同社の経営を引き継ぐ。
プロデューサーとして現場に立っている時代は、ネオレアリズモの血を引くルキノ・ヴィスコンティ作品やヴァレリオ・ズルリーニの一種ヌーヴェルヴァーグ的な作品、ドキュメンタリーなども手がけたが、経営に回ってからのティタヌス社は、ジャッロ、モンド映画、マカロニ・ウェスタン、「イタリア式コメディ」の末裔的な艶笑コメディなど、なんでも手がけるエンタテインメント企業となった。1990年以降はもっぱらテレビ映画製作に経営をシフト、自らテレビ映画のプロデュースも行った。
1965年、第18回カンヌ国際映画祭の審査員をつとめる。1995年、ヴェネツィア国際映画祭において、献辞がささげられた。
2005年2月2日、ローマで死去。84歳没。ティタヌス社の経営は息子グイドに引き継がれた。
2010年に、ロンバルドについてのドキュメンタリー映画『最後の豹 ゴッフレード・ロンバルドの肖像』（L'ultimo gattopardo: Ritratto di Goffredo Lombardo、 監督ジュゼッペ・トルナトーレ）が公開された。

## フィルモグラフィ
- 孤児たち I figli di nessuno　1951年　監督ラッファエッロ・マタラッツォ
- 海底のアフリカ Africa sotto i mari　1953年　監督ジョヴァンニ・ロッカルディ
- 裸のマヤ The Naked Maja　1959年　監督ヘンリー・コスター、マリオ・ルッソ
- 夜と昼の間 La Sposa Bella　1960年　監督ナナリー・ジョンソン
- 若者のすべて Rocco e i suoi fratelli　1960年　監督ルキノ・ヴィスコンティ
- 史上最大の喜劇 地上最笑の作戦 Il giorno più corto　1962年　監督セルジオ・コルブッチ
- 限られた日々 Giorni contati　1962年　監督エリオ・ペトリ　※第4回マール・デル・プラタ国際映画祭最優秀作品賞受賞
- 黄金の矢 La Freccia d'oro　1962年　監督アントニオ・マルゲリーティ
- 家族日誌 Cronaca familiare　1962年　監督ヴァレリオ・ズルリーニ
- ソドムとゴモラ Sodom and Gomorrah　1962年　監督ロバート・アルドリッチ、セルジオ・レオーネ（後者ノンクレジット）
- 祖国は誰のものぞ Le quattro giornate di Napoli　1962年　監督ナンニ・ロイ
- 禁じられた恋の島 L'isola di Arturo　1962年　監督ダミアーノ・ダミアーニ
- 婚約者たち I Fidanzati　1963年　監督エルマンノ・オルミ
- 山猫 Il Gattopardo　1963年　監督ルキノ・ヴィスコンティ
- ゼロの世代 I Malamondo　ドキュメンタリー　1964年　監督パオロ・カヴァラ
- チコと鮫 Tiko and the Shark　1964年　監督フォルコ・クイリチ、脚本イタロ・カルヴィーノ
- Maria, figlia del suo figlio　テレビ映画　2000年　監督ファブリツィオ・コスタ
- Anna　テレビ映画　2000年　監督ジョルジョ・カピターニ

## 関連事項
- ジャッロ（giallo）